# Thymaris taiwanensis
Thymaris taiwanensis är en stekelart som beskrevs av Tohru Uchida 1932. Thymaris taiwanensis ingår i släktet Thymaris och familjen brokparasitsteklar. Inga underarter finns listade i Catalogue of Life.